# Pfarrhaus (Blindheim)

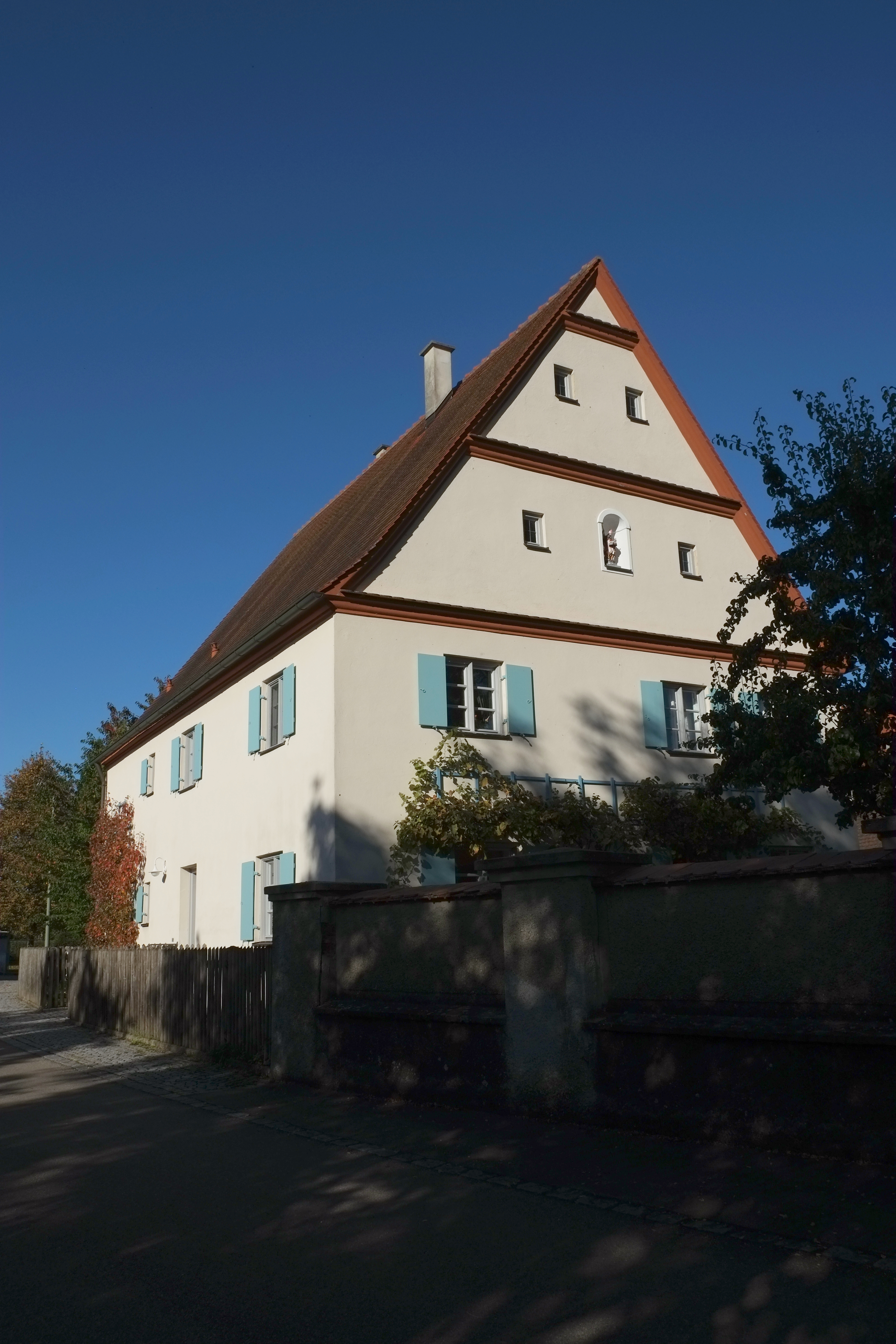
Ehemaliges Pfarrhaus in Blindheim

Das Pfarrhaus in Blindheim, einer Gemeinde im Landkreis Dillingen an der Donau im bayerischen Regierungsbezirk Schwaben, wurde im 18. Jahrhundert errichtet. Das ehemalige Pfarrhaus an der Martinstraße 1 ist ein geschütztes Baudenkmal.
Der zweigeschossige Satteldachbau mit Traufgesims und profilierten Giebelgesimsen besitzt drei zu zwei Fensterachsen. Im Obergeschoss befindet sich an den Decken einfacher Rahmenstuck.